# Eliška Zöllnerová
Eliška Zöllnerová, född 1822, död 1911, var en tjeckisk skådespelare.
Efter maken Filip Zöllners död 1863 tog hon över chefskapet över hans berömda teatersällskap, som spelade en ledande pionjärroll för utvecklingen av den tjeckiskspråkiga teatern. 